# RR-lirida
RR-lirida (prema RR Lire, prvoj otkrivenoj zvijezdi te vrste; eng. RR Lyrae variable, koju je otkrila W. Fleming 1901.) je kratkoperiodično pulsirajuće promjenljive zvijezde (period promjene sjaja 0,05 do 1,2 dana). Masa im je približno pola Sunčeve mase, a oko 50 puta su sjajnije. Građene su od tvari siromašne metalima (pripadaju zvjezdanoj populaciji II). Uglavnom se nalaze u kuglastim zvjezdanim skupovima i u području galaktičkoga haloa. Neovisno o periodu promjene sjaja, podjednako su sjajne, svima je apsolutna magnituda između 0,6 i 0,7 pa se koriste za određivanje udaljenosti kuglastih zvjezdanih skupova. Smatra se da ih u Mliječnom putu ima oko 85 000. Starije su i manje sjajne nego cefeide.

## Promjenljive zvijezde
Promjenljiva zvijezda, promjenljiva ili promjenljivica je zvijezda čija se promjena sjaja može uočiti tijekom, u astronomskim razmjerima, kratkog vremenskog intervala (sati, dani, godine), a nije uzrokovana pojavama u atmosferi Zemlje. Većina zvijezda sjaji skoro posve stalnim sjajem, samo 1% od svih zvijezda su promjenljive zvijezde. Naše Sunce je dobar primjer zvijezde koja svijetli gotovo posve stalnim sjajem (sjaj se mijenja svega 0,01% tijekom 11-godišnjeg Sunčevog ciklusa).

## Populacija zvijezda
Populacija zvijezda je zvjezdana skupina određena sukladno udjelu metala u kemijskom sastavu zvijezde i prostornom položaju u galaktici. Populaciju I čine mlade zvijezde s udjelom metala od 2 do 4%, smještene u spiralnim krakovima galaktike, koje se oko središta galaktike gibaju pravilnim eliptičnim putanjama. Sunce se ubraja u starije zvijezde te populacije. Populaciju II čine starije zvijezde s malim udjelom metala (0,1%), smještene u galaktičkom halou, koje se oko galaktičkoga središta gibaju eliptičnim stazama u svim ravninama. Njima pripadaju zvijezde kuglastih zvjezdanih skupova, RR-liride, W Virginis i dugoperiodične promjenljive zvijezde. Nastale su u prvoj milijardi godina postojanja svemira, kada još nije bio oblikovan galaktički disk. Populacijom III smatraju se velike iščezle zvijezde koje su nastale u doba kada u svemiru nije bilo metala. Metali su u njima stvoreni nuklearnim reakcijama i raspršeni u svemir eksplozijama. Populacija III danas može sadržavati samo neutronske zvijezde i crne rupe. 